# USS Cobbler (SS-344)
El USS Cobbler (SS-344) fue un submarino clase Balao de la Armada de los Estados Unidos construido en 1945. Participó en operaciones importantes tales como la Invasión de bahía de Cochinos de 1961. Posteriormente, sirvió con la Armada de Turquía entre 1962 y 1998 como TCG Çanakkale (S-341).

## Construcción y características
Fue construido por la Electric Boat Co. en Groton, Connecticut. Su puesta de quilla fue el 3 de abril de 1944 y la botadura el 1 de abril de 1945. El 8 de agosto de 1945, entró en servicio con la Armada de los Estados Unidos.
El submarino, perteneciente a la clase Balao, tenía un desplazamiento estándar de 1975 t, que aumentaba a 2540 t sumergido. Tenía una eslora de 99,4 m, una manga de 8,2 m y un calado de 5,2 m. Era propulsado por un sistema diésel-eléctrico, compuesto por cuatro motores diésel y dos motores eléctricos, con los cuales alcanzaba los 20 nudos de velocidad en superficie, y 15 nudos sumergido. Su armamento consistía en 10 tubos lanzatorpedos de calibre 533 mm.
En 1948, fue modernizado bajo el programa Guppy II.

## Servicio
En 1961, el Cobbler prestó apoyo a la invasión de bahía de Cochinos y, posteriormente, participó del bloqueo naval contra Cuba. Al año siguiente, fue actualizado con la modificación Guppy III.
El 21 de noviembre de 1973, Estados Unidos vendió a Turquía el USS Corporal y el USS Cobbler, que fueron rebautizados como «TCG Ikinci Inonü (S-333)» y «TCG Çanakkale (S-341)», respectivamente.